# HKT48 Team KIV
HKT48 Team KIV是以福岡為據點的日本女子偶像團體HKT48的第二個分隊，於2014年1月11日舉行的HKT48九州巡迴演唱會大分場中宣佈成立，但新分隊的編組是在該年舉行AKB48集團大組閣祭後的4月23日時才啟用，並到5月8日時的首場劇場公演後正式開始運作。
由本村碧唯（原為多田愛佳）擔任隊長、宮脇咲良擔任副隊長的Team KIV，是由多名原本隸屬於Team H的成員與以二期生為主的升格研究生們所組成，分隊正式運作時共有20名創隊成員，其中包括一位來自姊妹團體SKE48的兼任成員、原隸屬於Team E的木本花音。

## 成員異動
Team KIV組成成員的名單在隊伍首度宣佈成立至實際開始運作之間，曾因AKB48集團大組閣祭等事件的影響而做過幾次更動。大致的名單異動狀況如下：
- 2014年：
  - 1月11日：在HKT48於大分市iichiko大劇場（日语：大分県立総合文化センター）舉辦的九州巡迴演唱會首日活動之夜間場次安可時段，指原莉乃以HKT48劇場經理的身份上台發表將實行被稱為「轉班」（クラス替え）的分隊名單異動訊息，在異動中原本的Team H被打散，其中8名原Team H成員與8名升格的研究生組成新成立的Team KIV，並指定由多田愛佳擔任隊長。
  - 2月24日：在東京台場Zepp DiverCity所舉辦的AKB48集團大組閣祭中，宣佈4名研究生的補升格訊息，其中加入Team KIV的是深川舞子與草場愛。除此之外，原本已公告要加入Team KIV的谷真理佳改移籍至SKE48 Team E，但取而代之的Team E成員之一的木本花音宣佈至Team KIV兼任。分隊總人數由16人增加至18人，並配合全集團各分隊追加副隊長的政策，指定宮脇咲良擔任副隊長。
  - 3月21日：在福岡太陽宮（福冈サンパレス）舉辦的九州巡迴演唱會最後一場活動之夜間公演的安可時段，新任的AKB48集團總經理茅野忍（茅野しのぶ）上台宣佈追加升格4名研究生的訊息，其中加入Team KIV的為伊藤來笑與岩花詩乃。至此HKT48的二期研究生全體都升格為正式成員，而Team KIV的總人數也由18人增加至20人。
  - 5月8日：在Team KIV第一齣劇場公演「劇場的女神」（シアターの女神）的初日（首演）公演中，木本花音首次以HKT48成員身份登台表演，兼任活動正式開始。
- 2015年：
  - 4月30日：在2015年3月24日的劇場公演中，成員之一的草場愛宣布為了專心於學業將自HKT48畢業的消息，並在4月30日舉辦畢業公演之後正式離團，成為第一位畢業的Team KIV成員。分隊成員人數減少成為19人。
  - 5月25日：同年3月26日在AKB48於埼玉超級競技場舉辦的單獨演出演唱會中，發表了48集團的「春季人事異動」（春の人事異動），其中包括兼任成員木本花音的兼任解除預告。之後於5月25日在Team KIV公演中舉辦了「木本花音歡送會」（木本花音を送る会），木本結束了為期約一年多的兼任工作，分隊人數也減少成為18人。
  - 10月30日：後藤泉舉辦畢業公演并正式離團。分隊成員人數減少成為17人。
- 2016年：
  - 2月29日：伊藤来笑舉辦畢業公演并正式離團。分隊成員人數減少成為16人。
  - 3月22日：岡田栞奈舉辦畢業公演并正式離團。分隊成員人數減少成為15人。
- 2017年：
  - 4月10日：队长多田愛佳舉辦畢業公演并正式離團。次任队长为本村碧唯。分隊成員人數減少成為14人。
  - 11月26日：在HKT48 7周年纪念公演中，宣佈10名4期研究生的升格訊息，其中加入Team KIV的是運上弘菜[[[Wikipedia:格式手册/链接#章節|錨點失效]]]與地頭江音音。分隊總人數由14人增加至16人。
- 2018年：
  - 2月27日：田中優香舉辦畢業公演并正式離團。分隊成員人數減少成為15人。
  - 10月29日：宮脇咲良因专任IZ*ONE暂停于HKT48的活动。分隊成員人數減少成為14人。
  - 11月26日：在HKT48 8周年纪念公演中，宣佈5名选秀3期研究生的升格訊息，其中加入Team KIV的是馬場彩華[[[Wikipedia:格式手册/链接#章節|錨點失效]]]。分隊總人數由14人增加至15人。
- 2019年：
  - 3月30日：冨吉明日香舉辦畢業公演并正式離團。分隊成員人數減少成為14人。
  - 6月21日：岩花詩乃舉辦畢業公演并正式離團。分隊成員人數減少成為13人。
  - 7月31日：植木南央舉辦畢業公演并正式離團。分隊成員人數減少成為12人。
- 2020年：
  - 1月15日：朝長美櫻舉辦畢業公演并正式離團。分隊成員人數減少成為11人。
  - 2月22日：深川舞子舉辦畢業公演并正式離團。分隊成員人數減少成為10人。
- 2021年：
  - 4月9日：公演中宣佈4名5期研究生的升格訊息，其中加入Team KIV的是石橋颯[錨點失效]與竹本胡桃。分隊總人數由10人增加至12人。
  - 4月29日：宮脇咲良IZ*ONE 專任結束，回歸HKT48。分隊成員人數增加至13人。
  - 5月29日：森保圓舉辦畢業公演并正式離團。分隊成員人數減少成為12人。
  - 6月19日：宮脇咲良舉辦畢業公演并正式離團。分隊成員人數減少成為11人。
  - 12月27日：村重杏奈舉辦畢業公演并正式離團。分隊成員人數減少成為10人。
- 2022年：
  - 1月13日：公演中宣佈8名5期研究生的升格訊息，其中加入Team KIV的是市村愛里、川平聖、田中伊桜莉、長野雅 4人。分隊總人數由10人增加至14人。

## 队伍活动
截至2018年11月底，以Team KIV名义发表的歌曲包括收录于第3張单曲《櫻花，大家一起來品嚐》Type-B版本中B面曲的《与前男友的哥哥交往这回事》，第四張單曲 《有所保留的我愛你！》Type-B版本中收錄的 《在夏季之前》（夏の前），第五張單曲 《12秒》Type-C版本中收錄的 《去夏威夷吧》（ハワイヘ行こう），第六張單曲 《吵死了！》Type-B版本中收錄的 《看见梦想的Team KIV》（夢見るチームKIV），及第八張單曲 《最棒了唷》Type-C版本中收錄的 《Go Bananas!》。而Team KIV的首齣剧场公演“剧场的女神”，则是於2014年5月8日起于HKT48剧场不定期演出。在2016年3月31日的最终场“剧场的女神”结束后，Team KIV与Team H交换演目，于2016年5月17日至2018年1月23日演出了“最终钟声鸣响”，而2018年1月29日开始，队伍则上演了“制服之芽”。

## 成員
下列名單是依照成員們的出席編號排序。

### 渕上舞
渕上舞（渕上 舞，1996年9月21日－），福岡縣出身，是2012年時招募加入HKT48的二期研究生之一，並於2014年1月11日的HKT48九州巡迴公演大分場次的研究生升格與分隊異動公告中，名列新成立的Team KIV之創隊成員名單之中。
2021年10月28日、在 公演最後，宣布於同年11月1日移籍到「Sun Music Production」。
雖然在HKT48二期生之中並不屬於會主動在舞台或電視、廣播節目中搶鏡頭的積極類型成員，但渕上舞實際上是除了被幕後營運團隊當作center培養的田島芽瑠與朝長美櫻外，唯一一個自團體的第一首原創歌曲《初戀蝴蝶》（初恋バタフライ）開始，入選全部單曲選拔名單的二期生。另外，身為研究生的渕上因為在公演中是負責擔任指原莉乃的under（替補），因此在指原因外務繁忙而無法經常參與公演的狀況下，常態性的於Team H的公演中登台並擁有明顯的站位，而逐漸打開知名度。
自幼曾學習鋼琴達11年，並一直是合唱團成員的渕上，是據傳曾就讀過高升學率學校的優等生形象成員，其在劇場公演時的自我介紹詞是「今天的天氣也交給我吧！讓你的心中無論何時都暖洋洋。每天都自我步調的高中二年級生，我是暱稱舞chan的渕上舞。」（今日のお天気は私にお任せ！あなたの心をいつもポカポカ陽気にします。高校2年生の毎日マイペース、舞ちゃんこと渕上舞です。），在加入HKT48初期也曾在自我介紹詞中提及未來的目標是想當個氣象播報員。

#### 歌曲作品
渕上舞曾經參與過的唱片與劇場演出作品分列如下：
HKT48單曲唱片
- 《喜歡！喜歡！小跳步！》（スキ!スキ!スキップ!，第1張單曲）收錄曲：
  - 《喜歡！喜歡！小跳步！》：入選單曲選拔組。
  - 《求求你華倫亭》（お願いヴァレンティヌ）：收錄於全版本的主要B面曲，演唱成員名單與主打曲相同。
- 《哈密瓜汁》（メロンジュース，第2張單曲）收錄曲：
  - 《哈密瓜汁》入選單曲選拔組。
- 《櫻花，大家一起來品嚐》（桜、みんなで食べた，第3張單曲）收錄曲：
  - 《櫻花，大家一起來品嚐》：入選單曲選拔組。
  - 《你怎麼了？》（君はどうして?）：收錄於全版本的主要B面曲，演唱成員名單與主打曲相同。
  - 《與前男友的哥哥交往這回事》（昔の彼氏のお兄ちゃんと付き合うということ）：Team KIV演唱曲，收錄於Type-B版本中。
- 《有所保留的我愛你！》（控えめ I love you！，第4張單曲）收錄曲：
  - 《在夏季之前》（夏の前）：收錄於Type-B版本中的B面曲，是該單曲中的Team KIV隊曲。

AKB48單曲唱片
- 《永遠的壓力》（「永遠プレッシャー，第29張單曲）收錄曲：
  - 《初戀蝴蝶》（初恋バタフライ）：收錄於Type-C的B面曲，由HKT48選拔組負責演唱。
- 《倘若在梧桐樹什麼的》（鈴懸なんちゃら），第34張單曲）收錄曲：
  - 《眨眼3次》（ウインクは3回）：收錄於Type-H版本中B面曲，由HKT48選拔組負責演唱。

## 前成員
由於組成的時間較晚，Team KIV是AKB48集團中離隊前成員較少的分隊。在分隊成立之前，原HKT48二期研究生谷真理佳，曾經在2014年1月時被提名升格正式成員，預定加入Team KIV，但卻在Team KIV尚未正式運作時，於2月底的AKB48集團大組閣祭中又被調動至姊妹團體，成為SKE48 Team E成員。
而進入2015年之後，Team KIV也陸續有成員開始離開隊伍。二期生草場愛于3月24日的公演中發表了自己即將畢業的消息，並在4月30日的畢業公演之後正式結束了HKT48的生涯。來自SKE48的兼任成員木本花音在3月26日的AKB48的演唱會的安可時段被宣佈將解除在Team KIV的兼任，並在5月25日的送別公演之後回歸專任SKE48 Team E的狀態。

### 草場愛
草場愛（日語：草場 愛，1995年10月17日－），福岡縣出身，是2012年時招募加入HKT48的二期研究生之一，也是在2014年2月24日所舉辦的AKB48集團大組閣季中，被列名增補升格至Team KIV的兩名成員之一。
雖然在日本「愛」字經常被用在女性的名字中，但有別於一般常見以音讀方式發音的（Ai），草場愛的名字卻是以少見的訓讀方式發音為（Manami），而常在公開場合被叫錯名字。針對這點，草場也順勢用了名字很難發音的話題，作為自己的劇場公演的自我介紹「雖然寫作Ai但卻唸作Manami，如果你能記得就把小愛的愛心送給你。」（あいと書いてまなみやけん、覚えてくれたらまなみのハートをプレゼント。）。

#### 歌曲作品
草場愛曾經參與過的唱片與劇場演出作品分列如下：
HKT48單曲唱片
- 《喜歡！喜歡！小跳步！》（スキ!スキ!スキップ!，第1張單曲）收錄曲：
  - 《說說漂亮話不也很好嗎？》（キレイゴトでもいいじゃないか?）：此曲為該單曲劇場盤中所收錄的B面曲，參與演唱的全為HKT48的研究生。
- 《哈密瓜汁》（メロンジュース，第2張單曲）收錄曲：
  - 《天文部的事情》（天文部の事情）：收錄於劇場版中的B面曲，參與演唱的成員全員皆為研究生。
- 《櫻花，大家一起來品嚐》（桜、みんなで食べた，第3張單曲）收錄曲：
  - 《請你記得》（覚えてください）：收錄於Type-C版本中的研究生分隊演唱曲。雖然嚴格來說草場愛也是Team KIV的創隊成員之一，但因為錄製唱片時尚未被增列至升格名單內，因此未能實際參與Team KIV的第一首隊曲《與前男友的哥哥交往這回事》的錄製。
- 《有所保留的我愛你！》（控えめ I love you！，第4張單曲）收錄曲：
  - 《在夏季之前》（夏の前）：收錄於Type-B版本中的B面曲，是該單曲中的Team KIV隊曲。

### 木本花音
木本花音（日語：木本 花音，1997年8月11日－），愛知縣出身，是姊妹團體SKE48的四期生與所屬的Team E之center人選之一。在2014年2月的AKB48集團大組閣祭中，被宣布成為Team KIV的兼任成員，也曾是HKT48唯一一個由姊妹團體前來兼任的成員。
木本在還是SKE48研究生候補、尚未劇場出道之前就已經參與了SKE的第四張單曲《1!2!3!4!請多指教！》（1!2!3!4! ヨロシク!）的錄製，自此之後就一直是單曲選拔組的固定成員。除此之外，木本也曾入選過AKB48的《仲夏的Sounds good!》（真夏のSounds good !）與《再見自由式》（さよならクロール）的單曲選拔組，並且是演唱AKB48單曲B面曲的「Under Girls」小分隊的名單常客。

### 後藤泉
後藤泉（日語：後藤 泉，1997年9月27日－），福岡縣出身，是2012年時招募加入HKT48的二期研究生之一，並於2014年1月11日的HKT48九州巡迴公演大分場次中，獲通知升格成為新成立的Team KIV之創隊成員。暱稱「Iichan」（いーちゃん，源自名字「泉」字的首個發音），在HKT48活動期間隸屬於經紀製作公司AKS旗下。
雖然在加入HKT48時只是國中生，年齡也低於團體的平均值，但因為與團體內大都走可愛年少路線的成員們相比，後藤擁有較為成熟的外表與低沈的嗓音，而常在電視或廣播節目中被成員們戲稱是「社區主婦」（団地妻）角色。除此之外，在HKT48的二期生之中，後藤通常被歸類為綜藝與劇場表演時對話表現較佳的成員之一，還與其他四名綜藝班的二期生共組了一個名為「芋蟲Chu!」（いもむChu!）、在成員與歌迷間稍有名氣的非官方小團體。
後藤在劇場公演中所使用的自我介紹詞為「像是泉水般湧出的笑顏，福岡縣出身16歲，我是又叫Iichan的後藤泉。」（湧き出る笑顔は泉のように。福岡県出身16歳、いーちゃんこと後藤泉です。）
2015年10月1日，後藤在當天進行的Team KIV「劇場的女神」公演暨後藤本人的慶生會（生誕祭）現場，發表將屆高中畢業的自己為了能夠專心升學，將自HKT48畢業的聲明。其後在10月30日舉行的畢業公演之後正式離開HKT48，成為普通的學生。

#### 歌曲作品
在參與HKT48活動約三年的期間，後藤泉未曾獲選成為單曲的選拔成員，僅曾在第五張單曲《12秒》中與隊友田中優香共同擔任該張單曲的Team KIV隊曲《來去夏威夷》（ハワイヘ行こう）的center。後藤曾經參與過的唱片與劇場演出作品分列如下：
HKT48單曲唱片
- 《喜歡！喜歡！小跳步！》（スキ!スキ!スキップ!，第1張單曲）收錄曲：
  - 《說說漂亮話不也很好嗎？》（キレイゴトでもいいじゃないか?）：此曲為該單曲劇場盤中所收錄的B面曲，參與演唱的全為HKT48的研究生。
- 《哈密瓜汁》（メロンジュース，第2張單曲）收錄曲：
  - 《泥之節拍器》（泥のメトロノーム）：小分隊「旨口姬」演唱曲，收錄於Type-B版本。
- 《櫻花，大家一起來品嚐》（桜、みんなで食べた，第3張單曲）收錄曲：
  - 《與前男友的哥哥交往這回事》（昔の彼氏のお兄ちゃんと付き合うということ）：Team KIV演唱曲，收錄於Type-B版本中。
- 《有所保留的我愛你！》（控えめ I love you！，第4張單曲）收錄曲：
  - 《在夏季之前》（夏の前）：收錄於Type-B版本中的B面曲，是該單曲中的Team KIV隊曲。
- 《12秒》（第5張單曲）收錄曲：
  - 《人生就是搖滾》（ロックだよ、人生は…）：收錄於全版本的B面曲，由唱片錄製當時HKT48全體成員共同參與。
  - 《來去夏威夷》（ハワイヘ行こう）：收錄於Type-C版本中的B面曲，是該單曲中的Team KIV隊曲。後藤泉擔任此曲的雙center之一。

### 伊藤來笑
伊藤來笑（日語：伊藤 来笑，1998年10月31日－），是2012年時招募加入HKT48的二期研究生之一。伊藤在連續錯過2014年1月的「換班」分隊重新分組，與2月24日的AKB48集團大組閣季兩次升格機會之後，終於在3月21日的HKT48的九州巡迴公演福岡場次中，被列名增補升格至Team KIV的兩名成員之一，至此全部二期生都升格為正式成員。在成員涵蓋日本所有都道府縣的AKB48 Team 8成立之前，伊藤來笑是全AKB48集團上百名成員之中唯一一個愛媛縣出身者，但本人卻曾在公演中提及實際上是大阪出生，但在托兒所時代就搬家到愛媛並在當地長大。

#### 歌曲作品
伊藤來笑曾經參與過的唱片與劇場演出作品分列如下：
HKT48單曲唱片
- 《喜歡！喜歡！小跳步！》（スキ!スキ!スキップ!，第1張單曲）收錄曲：
  - 《說說漂亮話不也很好嗎？》（キレイゴトでもいいじゃないか?）：此曲為該單曲劇場盤中所收錄的B面曲，參與演唱的全為HKT48的研究生。
- 《哈密瓜汁》（メロンジュース，第2張單曲）收錄曲：
  - 《天文部的事情》（天文部の事情）：收錄於劇場版中的B面曲，參與演唱的成員全員皆為研究生。
- 《櫻花，大家一起來品嚐》（桜、みんなで食べた，第3張單曲）收錄曲：
  - 《請你記得》（覚えてください）：收錄於Type-C版本中的研究生分隊演唱曲。雖然嚴格來說伊藤來笑也是Team KIV的創隊成員之一，但因為錄製唱片時尚未被增列至升格名單內，因此未能實際參與Team KIV的第一首隊曲《與前男友的哥哥交往這回事》的錄製。
- 《有所保留的我愛你！》（控えめ I love you！，第4張單曲）收錄曲：
  - 《在夏季之前》（夏の前）：收錄於Type-B版本中的B面曲，是該單曲中的Team KIV隊曲。

### 岡田栞奈
岡田栞奈（岡田 栞奈，1997年6月26日－），福岡縣出身，是2012年時招募加入HKT48的二期研究生之一，並於2014年1月11日的HKT48九州巡迴公演大分場次的研究生升格與分隊異動公告中，列名在即將加入Team KIV之創隊成員名單之中。曾自言因為喜歡熊貓，而將自己的姓氏（Okada）與熊貓（Panda）組合成自創的暱稱「Okapan」。
岡田因飼養了鸚鵡作為寵物多年，而以喜歡鳥類而廣為所知，並因此以鳥為主題作為自己的劇場自我介紹，「想變成將幸福帶給大家的青鳥，無論在哪裡都能馬上飛到你身邊。」（みーんなに幸せを届ける 青い鳥になりたい。どこにおってもあなたのところに飛んでくけん。）岡田在HKT48中也經常被歸類在綜藝班的成員之一，尤其擅長搞笑模仿，除此之外曾自我介紹在學校時有長達六年的放送部（廣播社團）社團經驗，因此也很擅長播報與繞口令。在2013年9月發行的HKT48第二張單曲《哈密瓜汁》中，岡田是7名被選入單曲選拔組的二期生之一，並在之後數次入選AKB48單曲B面曲的演唱成員，而在各曲的MV中獲得較為明顯的曝光機會。

#### 歌曲作品
岡田栞奈曾經參與過的唱片作品分列如下：
HKT48單曲唱片
- 《喜歡！喜歡！小跳步！》（スキ!スキ!スキップ!，第1張單曲）收錄曲：
  - 《說說漂亮話不也很好嗎？》（キレイゴトでもいいじゃないか?）：此曲為該單曲劇場盤中所收錄的B面曲，參與演唱的全為HKT48的研究生。
- 《哈密瓜汁》（メロンジュース，第2張單曲）收錄曲：
  - 《哈密瓜汁》：入選單曲選拔組。
- 《櫻花，大家一起來品嚐》（桜、みんなで食べた，第3張單曲）收錄曲：
  - 《與前男友的哥哥交往這回事》（昔の彼氏のお兄ちゃんと付き合うということ）：Team KIV演唱曲，收錄於Type-B版本中。
- 《有所保留的我愛你！》（控えめ I love you！，第4張單曲）收錄曲：
  - 《在夏季之前》（夏の前）：收錄於Type-B版本中的B面曲，是該單曲中的Team KIV隊曲。不過，岡田雖然有參與此曲的錄製，但因在2014年5月中的劇場演出時跌倒造成右手骨折被迫休養三個月，錯過了MV的拍攝而沒有在此曲的MV中出鏡。

AKB48單曲唱片
- 《戀愛的幸運餅乾》（恋するフォーチュンクッキー，第32張單曲）收錄曲：
  - 《晴空咖啡》（青空カフェ）：收錄於劇場盤的B面曲，是由自AKB48、SKE48、NMB48與HKT48的研究生中遴選幾名成員所共同演唱。
- 《倘若在梧桐樹什麼的》（鈴懸なんちゃら，第34張單曲）收錄曲：
  - 《眨眼3次》（ウインクは3回）：收錄於Type-H版本中的B面曲，是一首由完全由HKT48演唱但收錄於AKB48單曲唱片中的作品。
- 《勇往直前》（前しか向かねえ，第35張單曲）收錄曲：
  - 《KONJO》：收錄於Type-C版本中的B面曲，演唱此曲的臨時小分隊「Talking Chimpanzees」（多話的黑猩猩）是由各姊妹團體的綜藝班成員所組成。

### 多田愛佳
多田愛佳（日語：多田 愛佳，1994年12月8日－），埼玉縣出身，暱稱「Lovetan」。
原本是姊妹團體AKB48成員，但在2012年8月24日時移籍至HKT48。身為AKB48三期生、於2006年時就出道進入演藝圈的多田是HKT48所有成員中資歷最長的一位，甚至較更年長、同樣也是由AKB48移籍的指原莉乃（五期生）資深。除了AKB48與HKT48之外，也是已經解散的衍生團體「走廊奔跑隊」（渡り廊下走り隊）之創始成員一，所隸屬的經紀公司為尾木製作。
由於加入AKB48時只有12歲，多田愛佳在AKB48的早期成員中年紀向來是排在末尾，因此一向都以傲嬌個性的妹妹角色在成員與歌迷之間聞名。但在移籍到平均年齡更小、全由後輩組成的HKT48後，一改形象成為會照顧人且帶點成熟性感的姊姊角色，並因此被成員們冠上「姊姊」（姉さん）的暱稱，最後還獲選成為新成立的Team KIV隊長一職。
多田在AKB48時代曾數次入選過單曲選拔組，而首度擔任中央位置（center）成員的作品則是第17張單曲唱片《無限重播》（ヘビーローテーション）的主要B面曲《淚之翹翹板遊戲》（涙のシーソーゲーム）。在移籍至HKT48後，則一直是單曲選拔組的固定成員之一。

### 田中優香
田中優香（日語：田中 優香，2000年6月7日－），福岡縣出身，是2012年時招募加入HKT48的二期研究生之一，並於2014年1月11日的HKT48九州巡迴公演大分場次的研究生升格與分隊異動公告中，名列新成立的Team KIV之創隊成員名單。
在2012年通過HKT48二期生甄選的田中，在進入演藝界時還只是小學六年級的學生，雖然在當時的成員中年齡是倒數第二（只略長於同年但出生月份較晚的秋吉優花），在所有Team KIV成員中年紀也是最小，但卻擁有遠超過同齡女性平均值的豐滿上圍。原本在HKT48成員中知名度並不高的田中，在2014年3月由行動數據服務廠商多玩國（Dwango）與AKS合作、透過Teledome推出的付費電話服務「HKT48秘密的暴露爆料對戰」（HKT48秘密の暴露トークバトル）中，因為發表了像是因為身材太突出而在公演中不小心將演出服的肩帶繃壞之類的小故事，而在投票比賽中大勝知名度高出許多的同期與前輩，獲得主演線上影片頻道niconico生放送（ニコニコ生放送）直播節目的機會，也就是之後在6月14日播出的個人冠名特集節目《HKT48田中優香的不管是什麼來做看看吧》（HKT48田中 優香のなんとなくやってみたー）。

#### 歌曲作品
田中優香曾經參與過的唱片與劇場演出作品分列如下：
HKT48單曲唱片
- 《喜歡！喜歡！小跳步！》（スキ!スキ!スキップ!，第1張單曲）收錄曲：
  - 《單相思的唐揚》（片思いの唐揚げ）：收錄於Type-A版本中的B面曲，為小分隊「甘口姬」的演唱曲。
- 《哈密瓜汁》（メロンジュース，第2張單曲）收錄曲：
  - 《希望的海流》（希望の海流）：收錄於Type-A版本中的B面曲，同樣也是「甘口姬」的演唱曲。
- 《櫻花，大家一起來品嚐》（桜、みんなで食べた，第3張單曲）收錄曲：
  - 《與前男友的哥哥交往這回事》（昔の彼氏のお兄ちゃんと付き合うということ）：Team KIV演唱曲，收錄於Type-B版本中。
- 《有所保留的我愛你！》（控えめ I love you！，第4張單曲）收錄曲：
  - 《在夏季之前》（夏の前）：收錄於Type-B版本中的B面曲，是該單曲中的Team KIV隊曲。

### 岩花詩乃
岩花詩乃（日語：岩花 詩乃，2000年4月1日－），福岡縣出身，是2012年時招募加入HKT48的二期研究生之一，也是在2014年3月21日HKT48的九州巡迴公演最後一場、福岡場次發表的四名升格成員之一。
身為HKT48二期生之中年紀最小的成員之一，岩花因個性害羞較少積極爭取鏡頭前曝光的機會，因此知名度並不高。私下非常喜歡狗類並曾在電視節目中成功示範如何照顧大型犬，在劇場公演時使用的自我介紹詞也與狗有關，其介紹詞為「要將大家的心房打開。福岡縣出身、中學2年級14歲、最喜歡小狗，我是暱稱Shino的岩花詩乃」（みんなのハートのしのっちオン♪ 福岡県出身、中学2年生の13歳、ワンちゃんが大好きなしのこと岩花詩乃です）。

#### 歌曲作品
岩花詩乃曾經參與過的唱片與劇場演出作品分列如下：
HKT48單曲唱片
- 《喜歡！喜歡！小跳步！》（スキ!スキ!スキップ!，第1張單曲）收錄曲：
  - 《說說漂亮話不也很好嗎？》（キレイゴトでもいいじゃないか?）：此曲為該單曲劇場盤中所收錄的B面曲，參與演唱的全為HKT48的研究生。
- 《哈密瓜汁》（メロンジュース，第2張單曲）收錄曲：
  - 《天文部的事情》（天文部の事情）：收錄於劇場版中的B面曲，參與演唱的成員全員皆為研究生。
- 《櫻花，大家一起來品嚐》（桜、みんなで食べた，第3張單曲）收錄曲：
  - 《請你記得》（覚えてください）：收錄於Type-C版本中的研究生分隊演唱曲。雖然嚴格來說岩花詩乃也是Team KIV的創隊成員之一，但因為錄製唱片時尚未被增列至升格名單內，因此未能實際參與Team KIV的第一首隊曲《與前男友的哥哥交往這回事》的錄製。
- 《有所保留的我愛你！》（控えめ I love you！，第4張單曲）收錄曲：
  - 《在夏季之前》（夏の前）：收錄於Type-B版本中的B面曲，是該單曲中的Team KIV隊曲。

### 植木南央
植木南央（日語：植木 南央，1997年8月12日－），福岡縣出身，是HKT48創立時的21名一期生之一，也是第一個分隊Team H創隊時升格的16名成員之一，並於2014年1月宣布的「轉班」公告中，名列8名由Team H異動至Team KIV的成員名單。
直接以名字「Nao」作為暱稱的植木，非常喜歡說雙關語笑話（だじゃれ，是一種日式的綜藝表演型式），並經常在HKT48的電視、廣播節目或公演時的對話單元中說雙關語而造成冷場，並逐漸變成團體內的冷場角色擔當。除此之外，因為下巴較為突出，而被戲稱為是新幹線偶像，或是在HKT48擔任固定演出班底的西日本電視台節目《從今開始》被稱作是「不發通告也會自己跑來的偶像」（實際上植木是該節目特定單元的演出助理），植木南央經常擔任被挖苦或戲弄的角色，並逐漸將其轉化，以自嘲的方式作為個人的演出風格。在劇場公演中非常活躍，曾在Team H的第二個公演曲碼「博多傳奇」（博多レジェンド）中創下除出差公演之外108場全部上場的全勤紀錄。在AKS所推出的收費會員制手機網站「HKT48 Mobile」中，植木南央也擁有一個稱為《植木南央的愜意座談會》（植木南央のほんわか座談会）的固定網路廣播單元。
在加入HKT48之前，植木南央自幼就曾學習鋼琴與歌唱等才藝，除了曾在個人Google+或單曲唱片附贈的DVD收錄影片中表演鋼琴彈唱之外，也曾在2009年時參與由製作人西尾芳彥企畫、在唐津市舉辦的的唐津少年音樂祭（唐津ジュニア音楽祭），並獲得相當於歌唱類組冠軍的西尾芳彥音樂賞。

### 冨吉明日香
冨吉明日香（冨吉 明日香，1997年9月20日－），宮崎縣出身，是2012年時招募加入HKT48的二期研究生之一，並於2014年1月11日的HKT48九州巡迴公演大分場次的研究生升格與分隊異動公告中，名列新成立的Team KIV之創隊成員名單之中。
官方暱稱「Asuka」、但成員們實際上大都以其姓氏「Tomiyoshi」直接稱呼的冨吉，在HKT48二期研究生中經常被規類為綜藝班的一員，除了常擔任公演中場對話時段的成員外，也經常在個人的Google+等場合發表一些自我嘲諷的搞笑留言，而成為話題。除此之外，冨吉也是由二期生組成的非官方小團體「芋蟲Chu!」的成員之一。
冨吉在劇場中所使用的自我介紹是加入了宮崎腔的「明天要吹起明日香的風！為了將宮崎的元氣與笑顏用力的傳遞出去，今天也要一整天都冨吉革命！我是暱稱Asuka的冨吉明日香。」（明日はあすかの風が吹く！宮崎の元気と笑顔、てげ届けるために、今日も一日、トミヨシレボリューション！あすかこと冨吉明日香です。）由於宮崎腔是日本各地方言中腔調最重的幾種之一，因此冨吉也經常利用宮崎腔作為綜藝演出時的特色，例如在團體冠名節目《HKT綜藝48》（HKTバラエティー48）中，有一個由冨吉與另一位出身自宮崎縣的成員、駒田京伽共同擔綱的小單元「宮崎與宮崎」，由兩人以家鄉方言進行對話並大量使用對其他地區的日本人而言難以理解的方言字彙來產生笑料。

#### 歌曲作品
冨吉明日香曾經參與過的唱片與劇場演出作品分列如下：
HKT48單曲唱片
- 《喜歡！喜歡！小跳步！》（スキ!スキ!スキップ!，第1張單曲）收錄曲：
  - 《說說漂亮話不也很好嗎？》（キレイゴトでもいいじゃないか?）：此曲為該單曲劇場盤中所收錄的B面曲，參與演唱的全為HKT48的研究生。
- 《哈密瓜汁》（メロンジュース，第2張單曲）收錄曲：
  - 《天文部的事情》（天文部の事情）：收錄於劇場版中的B面曲，參與演唱的成員全員皆為研究生。
- 《櫻花，大家一起來品嚐》（桜、みんなで食べた，第3張單曲）收錄曲：
  - 《與前男友的哥哥交往這回事》（昔の彼氏のお兄ちゃんと付き合うということ）：Team KIV演唱曲，收錄於Type-B版本中。
- 《有所保留的我愛你！》（控えめ I love you！，第4張單曲）收錄曲：
  - 《在夏季之前》（夏の前）：收錄於Type-B版本中的B面曲，是該單曲中的Team KIV隊曲。

AKB48單曲唱片
- 《Green Flash》，AKB48第39張單曲）收錄曲：
  - 《大人列車》：收錄於Type H版本中的B面曲，是命名為「HKT48選拔」的臨時小隊之演唱曲，該小隊大部分是由HKT48的單曲選拔組成員組成。

### 朝長美櫻
朝長美櫻（日語：朝長 美桜，1998年5月17日－），福岡縣出身，是2012年時招募加入HKT48的二期研究生之一，並於2014年1月11日的HKT48九州巡迴公演大分場次、被稱為「轉班」的研究生升格與分隊異動公告中，名列新成立的Team KIV之創隊成員名單之中。除此之外，朝長也在同年2月的AKB48集團大組閣祭中，被點名至AKB48 Team B兼任。
朝長是HKT48的二期生之中最受幕後營運重點培養的成員之一，除了自團體第一首原創歌曲《初戀蝴蝶》開始就一直是選拔組成員外，自第二張單曲《哈密瓜汁》起開始與田島芽瑠搭配、以研究生的身份擔任HKT48的雙center。除此之外，朝長也是創立時成員全為研究生的跨姊妹團體小隊「小瓢蟲Chu!」（てんとうむChu!）的一員，並在Team KIV成立之後的第一首隊曲《與前男友的哥哥交往這回事》（昔の彼氏のお兄ちゃんとつき合うということ）中，與一期生宮脇咲良共同擔任分隊的center。
在劇場公演中的自我介紹詞為「想要美櫻的笑臉嗎？只要一笑眼睛就會變成腰果的形狀，我是暱稱Mio的朝長美櫻。」（みーお笑顔にしてくれますかー？笑うと目の形がカシューナッツになります、みおこと朝長美桜です。），朝長經常在電視節目或公演中提及因為太緊張而不自覺的在人前用非常高亢的假音說話，並且以音痴的形象廣為人知甚至變成上節目時被戲弄的搞笑梗。雖然在HKT48的二期生中屬於年紀較小的一群，但朝長卻受到資深成員指原莉乃的稱讚，透露其私底下是個懂事程度異於同齡的認真成員。朝長也曾在錄製冠名節目《HKT48的御出掛》外景時因為同期與後輩們太過我行我素造成工作人員的困擾，而召集眾人進行說教，並因此獲得擔任節目講評的後藤輝基好評。
2013年6月，朝長美櫻在首次參加AKB48集團的（第五屆）單曲總選舉時就順利入圍獲得第59名的成績，並多次獲得在AKB48的單曲B面曲MV中曝光的機會。

### 深川舞子
深川舞子（日語：深川 舞子，1997年7月5日－），福岡縣出身，是HKT48創立時的21名一期生之一。在2012年3月HKT48的第一個分隊Team H成立時，深川並沒有獲得升格，開始以研究生的身份進行演藝活動，在錯過了2014年1月11日的「轉班」異動之後，終於在2月24日的AKB48集團大組閣祭中被提名升格、加入Team KIV，成為最後一個升格的HKT48一期生。因為自幼就學習嘻哈舞蹈多年，舞蹈能力優秀，深川也是經常在劇場公演中擔任救援替補的成員之一。

#### 歌曲作品
深川舞子曾經參與過的唱片與劇場演出作品分列如下：
HKT48單曲唱片
- 《喜歡！喜歡！小跳步！》（スキ!スキ!スキップ!，第1張單曲）收錄曲：
  - 《單相思的唐揚》（片思いの唐揚げ）：收錄於Type-A版本中的B面曲，為小分隊「甘口姬」的演唱曲。
- 《哈密瓜汁》（メロンジュース，第2張單曲）收錄曲：
  - 《在那裡思考些什麼？》（そこで何を考えるか?）：全版本皆有收錄的主要B面曲，參與演唱的是包括正式成員與研究生在內的全體HKT48一期生。
  - 《天文部的事情》（天文部の事情）：收錄於劇場盤版本中的B面曲，全體參與錄製的成員皆為研究生。
- 《櫻花，大家一起來品嚐》（桜、みんなで食べた，第3張單曲）收錄曲：
  - 《請你記得》（覚えてください）：因為深川在唱片錄製時尚未升格進入Team KIV，因此當時是參與了收錄於Type-C版本中的這首研究生隊曲之錄製。
- 《有所保留的我愛你！》（控えめ I love you！，第4張單曲）收錄曲：
  - 《在夏季之前》（夏の前）：收錄於Type-B版本中的B面曲，是該單曲中的Team KIV隊曲。

AKB48單曲唱片
- 《格子花紋》（ギンガムチェック，第27張單曲）收錄曲：
  - 《那一天的風鈴》（あの日の風鈴）：以Waiting Girls的成員身份參與演唱。Waiting Girls是由171名有參與第四次總選舉但沒有入圍前64名的圈外成員所共同組成，演唱大合唱曲《那一天的風鈴》。

AKB48專輯唱片
- 《1830m》（第4張專輯）收錄曲：
  - 《藍天 不會寂寞嗎？》（青空よ 寂しくないか?）：以HKT48身份參與演唱。該曲是由AKB48、SKE48、NMB48與HKT48全體正式與研究生成員共同參與的大合唱曲。

### 森保圓
森保圓（日語：森保 まどか，1997年7月26日－），長崎縣出身，是HKT48創立時的21名一期生之一，也是第一個分隊Team H創隊時升格的16名成員之一，在2014年1月的「轉班」異動中轉隊至Team KIV。森保官方暱稱是與名字相同的（Madoka），但成員與歌迷們多以（Maachan）稱呼之，唯獨經常在團體冠名節目中擔任主持人的指原莉乃經常以（Moripo）稱呼她。
在HKT48中經常被形容是冰山美人角色、劇場公演自我介紹詞也是使用「博多的神秘女孩」（博多のミステリアスガール）自稱的森保，自6歲起就學習鋼琴，除了琴藝優秀外也擁有絕對音感。曾在2010年的第14屆PIARA鋼琴競賽全國大會（PIARAピアノコンクール全国大会）與第一屆在日歐洲國際鋼琴競賽（European International Piano Concours in Japan）等日本全國性的鋼琴比賽中獲得少年組前8與中學生組第9名的成績，在加入HKT48後森保除了有時會在演唱會中擔任鋼琴伴奏外，也曾在富士電視台於2013年底時播出的藝能界特殊才藝競賽節目《TEPPEN》中，與姊妹團體成員生田繪梨花（乃木坂46）、松井咲子（AKB48）與其他擅長鋼琴演奏的藝人同台較勁，而受到注目。
在歌曲作品的參與上，森保也一直是HKT48單曲選拔組的固定成員，並且在AKB48於2014年底推出的第38張單曲《希望無限》（希望的リフレイン）中首次入選AKB48的單曲選拔組。在媒體曝光上，除了經常在HKT48的主演節目中獲得出鏡機會外，也在FM福岡擁有自己的冠名電台廣播節目《HKT48渡邊通1丁目FM小圓 ～從小圓的窗戶看出去～》。

### 宮脇咲良
宮脇咲良（日語：宮脇 咲良，1998年3月19日－），鹿兒島縣出身，是Team KIV的副隊長，與AKB48 Team A的兼任成員。宮脇是HKT48創立時的21名一期生之一，也是第一個分隊Team H創隊時升格的16名成員之一。暱稱（Sakura）或（Sakuratan）的宮脇是HKT48在創團之後第一次參與AKB48集團的單曲總選舉（2012年的第四屆總選舉）時，唯一一個進入前64名入選範圍內的成員，而被認為是HKT48的王牌（Ace）候選人之一。雖然未曾實際在HKT48的單曲作品的A面曲中擔任過center，但卻多次擔任B面曲的center，數次入選AKB48的單曲選拔組名單，並獲選AKB48第38張單曲《希望無限》（希望的リフレイン）的雙center之一，成為HKT48的成員中除了指原莉乃外，第二個擔任過AKB48單曲center的成員。目前宮脇咲良因专任IZ*ONE暂停于HKT48的活动。
宮脇咲良是平均年齡較低的HKT48中少數在入團前就擁有演藝經歷的成員，自小學三年級起就開始在鹿兒島市的歌劇學校接受訓練，之後成為童星經紀公司花生製作（Nuts Production）旗下的藝人，參與過四季劇團的歌舞劇《獅子王》之演出，甚至赴紐約百老匯接受短期的舞蹈與歌唱訓練。
宮脇咲良在初通過甄選加入HKT48時，因為身高只有148公分，因此經常與本村碧唯以團體內的小不點二人組之妹妹形象在劇場與電視節目等場合中活躍。但在短短不到兩年的時間內宮脇突然長高12公分，除了將原本的一頭長髮剪短外也開始嘗試演唱一些AKB48集團內較為成熟曲風的歌曲，大幅度的形象改變成為媒體與歌迷們關注的話題。另外，宮脇在AKB48集團的成員與歌迷間是以好學生的形象而知名，2012年3月時，其在參訪過東日本大震災災區之後所發表的網路投稿，還獲得總製作人秋元康的高度好評與推薦。由於宮脇咲良是HKT48成員中唯一一個出身自鹿兒島縣的成員，也是AKB48集團中除了柏木由紀之外的第二個鹿兒島人，因此在鹿兒島當地電視台之資訊與新聞節目中向來擁有較高的關注度。

### 村重杏奈
村重杏奈（日語：村重 杏奈，1998年7月29日－），是HKT48創立時的21名一期生之一，也是第一個分隊Team H創隊時升格的16名成員之一。官方暱稱（Aanya），但實際上大部分的成員都是以其姓氏直接稱呼她，而村重本人也是如此自稱。除了在2014年1月的「轉班」異動中被列入轉隊至Team KIV的8名原Team H成員之一外，也在2月的AKB48集團大組閣祭中，被點名至NMB48 Team N兼任。
村重是HKT48之中唯一一個出身自山口縣的成員，也是一名日俄混血兒（母親為俄羅斯人），能流利的用俄語溝通並使用俄語作為自己的劇場公演自我介紹詞。村重杏奈是家中三姊妹中的長女，兩個妹妹村重瑪麗亞（村重マリア）與村重艾莉卡（村重エリカ）也追隨姊姊的腳步，在2014年5月時與主力經紀公司渡邊製作旗下子公司渡邊娛樂九州事業本部簽下經紀約，以童星的身份正式踏入演藝圈，其中二女瑪麗亞更獲得開拍中的電影《暑假的巨匠》（なつやすみの巨匠）之配角演出機會。村重杏奈與妹妹們也因為「美人混血兒三姊妹」的定位，而在歌迷間引起一陣話題。
村重杏奈在HKT48的成員中向來以吵鬧愛搶鏡頭而出名，而常被稱為「博多的積極女孩」（ハカタのグイグイ娘），並且以模仿福岡名產明太子的一發藝並造成冷場作為固定搞笑橋段。曾經在電視節目中自言將來希望能成為一名藝人，並且穿著寫著「藝人志望」的T恤在Google+的投稿中亮相，與同為一期生的中西智代梨被認為是HKT48綜藝班的核心成員，並曾參加過2013年的R-1單人搞笑比賽但在二回戰中敗退。
在歌曲作品的參與上，村重杏奈一直是HKT48單曲選拔組的固定成員。在AKB集團於2013年底所舉辦的慣例演唱會第3屆AKB48紅白對抗歌合戰中，村重曾因在紅組全體62名成員合唱的《紅組鑽石》（紅組ダイヤモンド，改編自AKB48單曲《大聲鑽石》）中負責開曲時的獨唱段落，而備受注目。

### 熊澤世莉奈
熊澤世莉奈（日語：熊沢 世莉奈，1997年4月17日－），福岡縣出身，是HKT48創立時的21名一期生之一，也是第一個分隊Team H創隊時升格的16名成員之一。相對於團體中的其他成員，熊澤的個性顯得較為內向不擅言詞，但自小學就習舞的她熟悉嘻哈與特技舞蹈等不同的舞蹈風格，也經常在劇場公演中擔任不同站位的救援演出成員。熊澤經常自詡要成為HKT48的「時尚頭目」（おしゃれ番長）並以此作為劇場自我介紹詞，隸屬於經紀公司AKS旗下。

#### 歌曲作品
熊澤世莉奈曾經參與過的唱片與劇場演出作品分列如下：
HKT48單曲唱片
- 《喜歡！喜歡！小跳步！》（スキ!スキ!スキップ!，第1張單曲）收錄曲：
  - 《現在是第一》（今がイチバン）：小分隊「旨口姬」演唱曲，收錄於Type-B版本。
- 《哈密瓜汁》（メロンジュース，第2張單曲）收錄曲：
  - 《在那裡思考些什麼？》（そこで何を考えるか?）：以1期生的身份參與，是該單曲的主要B面曲。
  - 《泥之節拍器》（泥のメトロノーム）：小分隊「旨口姬」演唱曲，收錄於Type-B版本。
- 《櫻花，大家一起來品嚐》（桜、みんなで食べた，第3張單曲）收錄曲：
  - 《與前男友的哥哥交往這回事》（昔の彼氏のお兄ちゃんと付き合うということ）：Team KIV演唱曲，收錄於Type-B版本中。
- 《有所保留的我愛你！》（控えめ I love you！，第4張單曲）收錄曲：
  - 《在夏季之前》（夏の前）：收錄於Type-B版本中的B面曲，是該單曲中的Team KIV隊曲。

AKB48單曲唱片
- 《格子花紋》（ギンガムチェック，第27張單曲）收錄曲：
  - 《那一天的風鈴》（あの日の風鈴）：以Waiting Girls的成員身份參與演唱。Waiting Girls是由171名有參與第四次總選舉但沒有入圍前64名的圈外成員所共同組成，演唱大合唱曲《那一天的風鈴》。
- 《倘若在梧桐樹的路上對你說「我夢見了你的微笑」之後我們的關係會有什麼樣的變化呢、我兀自持續想了好多天最後有點難為情地得到了一個結論》（鈴懸の木の道で『君の微笑みを夢に見る』と言ってしまったら僕たちの関係はどう変わってしまうのか、僕なりに何日か考えた上でのやや気恥ずかしい結論のようなもの，第34張單曲）收錄曲：
  - 《眨眼3次》（ウインクは3回）：收錄於Type-H版本中的《眨眼3次》是AKB48單曲唱片中所收錄的HKT48演唱曲。雖然是一首B面曲，但參與的實際上大都是單曲選拔組的主力成員，因此此曲也可非正式地視為是熊澤第一次入選選拔組的紀錄。

AKB48專輯唱片
- 《1830m》（第4張專輯）收錄曲：
  - 《藍天 不會寂寞嗎？》（青空よ 寂しくないか?）：以HKT48身份參與演唱。該曲是由AKB48、SKE48、NMB48與HKT48全體正式與研究生成員共同參與的大合唱曲。

劇場公演小組曲（Unit曲）
- Team H 1st「手牽手」（手をつなぎながら）公演：
  - 《雨珠鋼琴師》（雨のピアニスト）
- Team H 2nd「博多傳奇」公演：
  - 《制服反抗運動》（制服レジスタンス）
- HKT48向日葵組「睡衣兜風」（パジャマドライブ）公演：
  - 《無望之淚》（てもでもの涙）

### 今田美奈
今田美奈（日語：今田 美奈，1997年3月5日－），福岡縣出身，是HKT48創立時的21名一期生之一，但並沒有入選在2012年3月成立的Team H，而一直以研究生的身份參與活動，直到2014年1月11日的HKT48九州巡迴公演大分場次中，宣布新的研究生升格與分隊異動公告，順利成為新成立的Team KIV之創隊成員之一。
在2012年HKT48招募了二期生，並與一期研究生一同開始舉辦研究生公演。由於在僅有的三名一期研究生之中今田美奈是年紀最長的一位，而成為研究生分隊實質上的領導者。

#### 歌曲作品
今田美奈曾經參與過的唱片與劇場演出作品分列如下：
HKT48單曲唱片
- 《喜歡！喜歡！小跳步！》（スキ!スキ!スキップ!，第1張單曲）收錄曲：
  - 《現在是第一》（今がイチバン）：收錄於Type-B版本中的B面曲，為小分隊「旨口姬」（うまくち姫）的演唱曲。
- 《哈密瓜汁》（メロンジュース，第2張單曲）收錄曲：
  - 《在那裡思考些什麼？》（そこで何を考えるか?）：全版本皆有收錄的主要B面曲，參與演唱的是包括正式成員與研究生在內的全體HKT48一期生。
  - 《泥之節拍器》（泥のメトロノーム）：收錄於Type-B版本中的B面曲，同樣也是「旨口姬」的演唱曲。
- 《櫻花，大家一起來品嚐》（桜、みんなで食べた，第3張單曲）收錄曲：
  - 《與前男友的哥哥交往這回事》（昔の彼氏のお兄ちゃんと付き合うということ）：Team KIV演唱曲，收錄於Type-B版本中。
- 《有所保留的我愛你！》（控えめ I love you！，第4張單曲）收錄曲：
  - 《在夏季之前》（夏の前）：收錄於Type-B版本中的B面曲，是該單曲中的Team KIV隊曲。

AKB48單曲唱片
- 《格子花紋》（ギンガムチェック，第27張單曲）收錄曲：
  - 《那一天的風鈴》（あの日の風鈴）：以Waiting Girls的成員身份參與演唱。Waiting Girls是由171名有參與第四次總選舉但沒有入圍前64名的圈外成員所共同組成，演唱大合唱曲《那一天的風鈴》。

AKB48專輯唱片
- 《1830m》（第4張專輯）收錄曲：
  - 《藍天 不會寂寞嗎？》（青空よ 寂しくないか?）：以HKT48身份參與演唱。該曲是由AKB48、SKE48、NMB48與HKT48全體正式與研究生成員共同參與的大合唱曲。

### 下野由貴
下野由貴（日語：下野 由貴，1998年4月2日－），福岡縣出身，是HKT48創立時的21名一期生之一，也是第一個分隊Team H創隊時升格的16名成員之一，並在2014年1月時的「換班」分隊重組中加入新成立的Team KIV。暱稱（Shinamon，與日文中「肉桂」發音相同，取其音近姓氏「下野」的諧音）的下野，在剛加入HKT48時原本因為是一期生中年紀較小的成員而被認為是走妹妹角色風格，之後因為私下練舞等場合非常努力認真而被劇場經理稱讚是團體裡數一數二的努力成員，又被資深成員指原莉乃評論是綜藝班的一員，在種種不同角色的重疊之下自言失去在團體中的角色定位，而被成員們戲稱她是以「角色迷走中」作為角色。

### 本村碧唯
本村 碧唯（日語：本村 碧唯，1997年5月31日－），福岡縣出身，是HKT48創立時的21名一期生之一，也是第一個分隊Team H創隊時升格的16名成員之一。官方暱稱（Aoitan）的本村在2014年1月的「轉班」異動中被列入轉隊至Team KIV的8名原Team H成員之一，Team KIV的隊長。
本村碧唯在HKT48的成員中原本是以愛哭蟲的角色知名，但在幾次冠名節目的外景單元中逐漸披露因為從小就常與家人一起進行露營野炊之類的戶外活動，對於生火、抓蟲這類同齡女性通常很抗拒或害怕的事情反而非常拿手。除此之外，本村也擁有過人的靈敏嗅覺，曾多次在電視節目中表演在矇眼的狀態下光靠嗅聞就準確判斷出衣物的主人是哪位成員的特技。
在歌曲作品的參與上，本村一直是HKT48單曲選拔組的固定成員。而在媒體曝光上，除了經常在HKT48的主演節目中獲得出鏡機會外，也曾擔任過FM福岡在2012年至2013年間的電台廣播節目《HKT48的寶貝廣播》之共同節目主持人。